# DJ KAORI'S PARTY MIX
『DJ KAORI'S PARTY MIX』（ディージェー カオリーズ パーティー ミックス）は、日本のDJDJ KAORIによるリミックス・アルバムである。

## 収録曲
1. デスティネーション・カラブリア feat. クリスタル・ウォーターズ [UK Extended Mix] / アレックス・ガウディーノ
2. サウンド・オブ・フリーダム [Original Club Mix] / ボブ・サンクラー
3. アイ・ノウ・ユー・ウォント・ミー（カジェ・オチョ）
4. ディスタービア [Jody den Broeder Remix] / リアーナ
5. ビコーズ・オブ・ユー [Sunfreakz Remix ] / Ne-Yo
6. カム・バック・トゥ・ミー [Tony Moran & Warren Rigg Club Mix] / Utada
7. タッチ・マイ・ボディ [Seamus Haji Club Remix] / マライア・キャリー
8. プット・ユア・ハンズ・アップ・フォー・デトロイト [Club Mix] / フェッド・ル・グランド
9. ブン・ブン・パウ / ブラック・アイド・ピーズ
10. デイ・アンド・ナイト [Crookers Remix] / キッド・クディ
11. コール・オン・ミー [Eric Prydz vs Retarded Funk Mix] / エリック・プライズ
12. グレイトDJ / ザ・ティン・ティンズ
13. キッズ / MGMT
14. ポーカー・フェイス / レディー・ガガ
15. ソー・ホワット / P!NK